# Awesome Comics
Pour les articles homonymes, voir Awesome.
Awesome Comics ou Awesome-Hyperwerks est un éditeur indépendant américain de bandes dessinées et comics. Créée en 1997 par Rob Liefeld et Jeph Loeb, la maison d'édition ferme en 2000. Créé à partir de Maximum Press, Hyperwerks avait rejoint le groupe.

## Auteurs
- Rob Liefeld
- Cathy Christian
- Alan Moore
- Kurt Busiek
- Ed Benes
- Brian Murray
- Ian Churchill
- Robet Napton
- Chad Walker & Eric Walker (the Walker Bros)
- Jim Lee
- Todd McFarlane
- Alex Ross
- Matthew Dow Smith
- Rick Veitch
- Pat Lee
- Jim Starlin
- Stephen Platt
- Dan Fraga
- Jada Pinkett Smith
- Steve Skroce
- Chris Sprouse
- Jeff Matsuda
- Ed McGuinness
- Keith Giffen
- Gil Kane